# Аземша, Василий Николаевич
Василий Николаевич Аземша (р. 26 октября 1946 года) — российский скульптор, художник, преподаватель лепки и изобразительных манер.

## Биография
Ученик Михаила Константиновича Аникушина.
Член Санкт-Петербургского Союза Художников.
Закончил в 1971 году Всероссийскую Академию художеств, скульптурный факультет, присвоена квалификация художника-скульптора.

## Скульптура
В 1970-е годы Василий Аземша участвовал в работе над Монументом героическим защитникам Ленинграда в качестве скульптора-исполнителя под руководством М. К. Аникушина. Автор барельефа Сергею Дягилеву (2005), памятника писателю Владимиру Набокову (2007), скульптурной группы «Пегасы» (2011) в Санкт-Петербурге, статуэток «Золотой Остап», «Золотой Пеликан» и других известных работ.

## Кино
Снимался в нескольких фильмах режиссёра Юрия Мамина:
- Праздник Нептуна, киностудия «Ленфильм», 1986 год.
- Фонтан, киностудия «Ленфильм», 1988 год.
- Бакенбарды, киностудия «Ленфильм», 1990 год.
- Окно в Париж, Россия — Франция, 1993 год.

## Сотрудничество сАукцЫоном
Аземша оформил обложку альбома «Чайник вина»; изображение на обложке альбома Алексея Хвостенко «Последняя малина» — фрагмент барельефа Аземши.
Он также является автором текста песни «Если его нет» одноимённого альбома.